# Будинок купця Шахворостова
Будинок купця Шахворостова — будівля в Алмати, побудована наприкінці XIX століття у стилі модерн на замовлення сім'ї вєрненських купців Шахворостових.

## Історія
Імовірно, будівля була побудована в 1890 році за проектом архітектора Андрія Павловича Зєнкова.
У 1920 році будинок був націоналізований, і в ньому розташовувалися різні державні установи, такі як Реввоєнтрибунал, НК та інші.
1926 року в будівлі розташувалося перше медичне училище міста.
Із 1960-х років будинок займав музей історії медицини та охорони здоров'я Казахстану.
1992 року будівля була передана для посольства США, після будівництва нового посольства в Астані стала консульським центром.
Із 2010 року в будівлі розташоване консульство Франції в Алмати. Воно також займається консульським обслуговуванням громадян Киргизстану.

## Архітектура
Будівля є одноповерховим дерев'яним зрубом з тянь-шанської ялини. Споруджена на високому фундаменті, з підвалом. Фасади споруди оштукатурені, побілені у два кольори: білі стіни з акцентом блакитних деталей. Вертикальне членування будівлі створюють пілястри, утворені на стику внутрішніх та зовнішніх стін. Вікна першого поверху обрамлені гіпсовими лиштвами геометричного профілю. На другому поверсі встановлена гіпсова ліпнина, на сандриках та підвіконними фільонками з краплеподібним декором. Центральні осі фасадів, звернені на пр. Назарбаєва та вул. Айтеке бі, підкреслені аттиком з ліпниною рослинного орнаменту. На даху будівлі використані багатопрофільні гіпсові карнизи. Периметром чотирисхилої покрівлі проходить металевий ажурний парапет.
Планувальна система коридорна з двостороннім розташуванням кімнат. Раніше існувала втрачена велика веранда із західного боку, яка виходила в бік яблуневого саду.
Під час реконструкції під музей, потім під посольство, будівлю перепланували, утрачено елементи стилізованої класики та модерну. На рівні другого поверху американським посольством було прибудовано криту галерею до житлового комплексу.

## Статус пам'ятки
4 квітня 1979 року було прийнято Рішення виконавчого комітету Алма-Атинської міської Ради народних депутатів № 139 «Про затвердження списку пам'яток історії та культури міста Алма-Ати», у якому було вказано будинок купця Шахворостова. Рішенням передбачалося оформити охоронне зобов'язання та розробити проекти реставрації пам'яток.
26 січня 1982 року будинок було включено до списку пам'яток історії та культури республіканського значення Казахської РСР.